# Reservas de petróleo

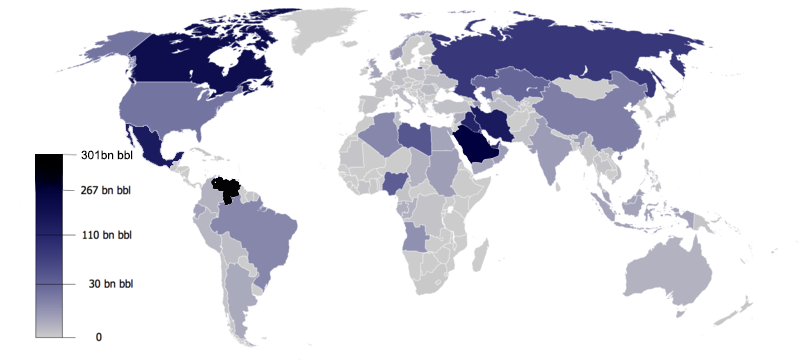
Mapa de las reservas de petróleo del mundo en el 2013.

Las reservas de petróleo indican la cantidad de petróleo crudo que puede extraerse del subsuelo técnicamente a un costo que es financieramente factible al precio actual del petróleo. Por lo tanto, el volumen de las reservas cambiará con el precio del petróleo, a diferencia de los recursos petroleros, que incluyen todo el petróleo que puede recuperarse técnicamente a cualquier precio. Las reservas pueden ser para un pozo, un depósito, un campo, una nación o el mundo. Las diferentes clasificaciones de reservas están relacionadas con su grado de certeza.
La cantidad total estimada de petróleo en un reservorio de petróleo, que incluye tanto el petróleo producible como el no producible, se denomina petróleo in situ. Sin embargo, debido a las características y limitaciones de los yacimientos en las tecnologías de extracción de petróleo, solo una fracción de este petróleo puede llevarse a la superficie, y es solo esta fracción producible la que se considera reservas. La relación de reservas con respecto a la cantidad total de petróleo en un reservorio particular se llama factor de recuperación. La determinación de un factor de recuperación para un campo determinado depende de varias características de la operación, incluido el método de recuperación de petróleo utilizado y los desarrollos tecnológicos.
Según los datos de la OPEP a principios de 2013, las reservas probadas de petróleo más altas, incluidos los yacimientos de petróleo no convencionales, se encuentran en Venezuela (20% de las reservas mundiales), Arabia Saudita (18% de las reservas mundiales), Canadá (13% de las reservas mundiales) e Irán (15%).
Debido a que la geología del subsuelo no se puede examinar directamente, se deben usar técnicas indirectas para estimar el tamaño y la capacidad de recuperación del recurso. Si bien las nuevas tecnologías han aumentado la precisión de estas técnicas, aún persisten importantes incertidumbres. En general, la mayoría de las primeras estimaciones de las reservas de un campo petrolero son conservadoras y tienden a crecer con el tiempo. Este fenómeno se llama crecimiento de reservas.
Muchas naciones productoras de petróleo no revelan sus datos de campo de ingeniería de yacimientos y, en cambio, proporcionan reclamos no auditados para sus reservas de petróleo. Se sospecha que las cifras divulgadas por algunos gobiernos nacionales están siendo manipuladas por razones políticas.

## Clasificaciones

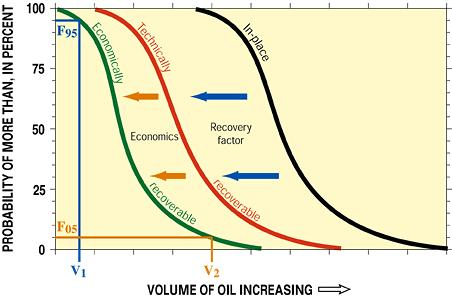
Gráfico esquemático que ilustra los volúmenes de petróleo y sus probabilidades. Las curvas representan categorías de petróleo en el análisis. Existe una probabilidad del 95% (probabilidad F95) de por lo menos un volumen V1 de petróleo económicamente recuperable, y existe una probabilidad del 5 % (F05) de por lo menos un volumen V2 de petróleo económicamente recuperable.

Todas las estimaciones de reservas implican incertidumbre, dependiendo de la cantidad de datos geológicos y de ingeniería confiables disponibles y la interpretación de esos datos. El grado relativo de incertidumbre puede expresarse dividiendo las reservas en dos clasificaciones principales: "comprobadas" (o "demostradas") y "no comprobadas" (o "no demostradas"). Las reservas no comprobadas pueden dividirse en dos subcategorías: "probables" y "posibles", para indicar el grado relativo de incertidumbre acerca de su existencia.  Las definiciones más comúnmente aceptadas de estos se basan en las aprobadas por la Sociedad de Ingenieros de Petróleo (SPE) y el Consejo Mundial del Petróleo (WPC) en 1997.

### Reservas comprobadas
Las reservas comprobadas son aquellas reservas que se afirma poseen una certeza razonable (normalmente por lo menos 90% de certeza) de ser extraíbles bajo las condiciones económicas y políticas existentes, con la tecnología existente. Los especialistas de la industria lo denominan "P90" (o sea se tiene una certeza del 90% de que es conseguible). Las reservas comprobadas en la industria se las denomina "1P".
Las reservas comprobadas son subdivididas en "comprobadas desarrolladas" (PD del inglés "proven developed") y "comprobadas no desarrolladas" (PUD del inglés "proven undeveloped" ). Las reservas PD son reservas que se pueden extraer con los pozos y perforaciones existentes, o de reservorios adicionales con mínimas inversiones adicionales (costos de operación). Las reservas PUD requieren el realizar inversiones de capital adicionales (por ejemplo perforar nuevos pozos) para extraer el petróleo.
Hasta diciembre de 2009, las reservas comprobadas "1P" eran el único tipo que la Comisión de Bolsa y Valores (SEC) de EE. UU. permitía a las compañías petroleras informar a los inversores. Las compañías que cotizan en las bolsas de valores de EE. UU. deben justificar sus estimaciones, pero muchos gobiernos y compañías petroleras nacionales no divulgan datos de verificación para respaldar sus estimaciones. Desde enero de 2010, la SEC de EE. UU. ahora permite a las compañías proporcionar información opcional adicional como las reservas 2P (tanto comprobadas como probables) y las 3P (comprobada más probable más posible) siempre que la evaluación sea verificada por consultores externos calificados, aunque muchas compañías eligen usar estimaciones 2P y 3P solo para fines internos.

### Reservas no comprobadas

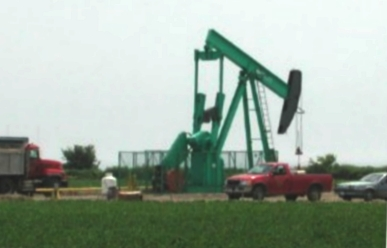
Un pozo petrolero en Canadá, país que tiene las terceras reservas de petróleo más grandes del mundo.

Las reservas no comprobadas se basan en datos geológicos y/o de ingeniería similares a los utilizados en las estimaciones de reservas comprobadas, pero las incertidumbres técnicas, contractuales o regulatorias impiden que dichas reservas se clasifiquen como comprobadas. Las reservas no comprobadas pueden ser utilizadas internamente por compañías petroleras y agencias gubernamentales para fines de planificación futura, pero no se compilan de manera rutinaria. Se subclasifican en probables y posibles.
Las reservas probables se atribuyen a acumulaciones conocidas y reclaman un nivel de certeza de recuperación del 50%. Los especialistas de la industria se refieren a estas como "P50" (es decir, que tienen un 50% de certeza de ser producidos). La suma de las reservas comprobadas más probables también se conoce en la industria como "2P" (probadas más probables).
Las reservas posibles son aquellas acumulaciones de petróleo conocidas de las que se posee menos certeza de que sean extraíbles que las reservas probables. A menudo este término es utilizado para reservas que se estima poseen por lo menos una certeza del 10% de ser extraíbles ("P10"). Los criterios para clasificar las reservas como posibles incluyen diversas interpretaciones de la geología, reservas no extraíbles a los precios actuales del mercado, incerteza en lo que respecta a flujos de reposicion de la reserva (por ejemplo desde áreas petroleras adyacentes) y reservas proyectadas basadas en métodos de recuperación futuros.  El volumen total de la suma de reservas comprobadas, probables y posibles se denomina "3P" (comprobadas más probables más posibles).

### Categorías rusas de reservas
En Rusia,  las categorías de reservas A, B, y C1 corresponden aproximadamente a "comprobadas desarrolladas en producción", "comprobadas desarrolladas que no están en producción", y "comprobadas no desarrolladas", respectivamente, la designación ABC1 corresponde a reservas comprobadas. La categoría rusa C2 incluye reservas probables y posibles.

### Reservas estratégicas de petróleo
Muchos países mantienen reservas de petróleo controladas por el gobierno por razones económicas y de seguridad nacional. Según la Energy Information Administration de Estados Unidos, aproximadamente 4100 millones de barriles (650,000,000 m³) de petróleo son consideradas reservas estratégicas, de las cuales 1400 millones son controladas por el gobierno. Por lo general esas reservas no son contabilizadas cuando se indica las reservas de petróleo de un país.

### Recursos

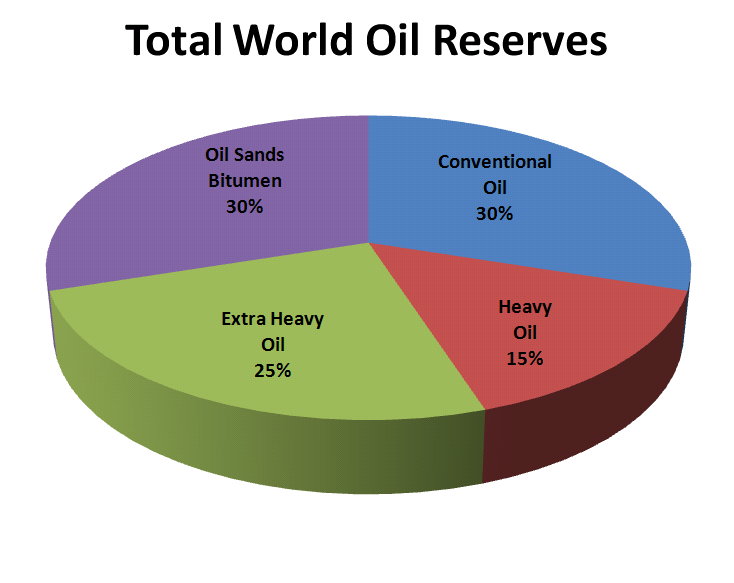
Los recursos de petróleo no convencional son más grandes que los convencionales.

En 2007, la Sociedad de Ingenieros de Petróleo (SPE), el Consejo Mundial del Petróleo (WPC), la American Association of Petroleum Geologists (AAPG) y la Sociedad de Ingenieros de Evaluación de Petróleo (SPEE), adoptaron un sistema más sofisticado de evaluación de las acumulaciones de petróleo. La metodología incorpora las definiciones de 1997 para reservas, pero agrega categorías para  recursos contingentes  y  recursos prospectivos .
Los recursos contingentes son aquellas cantidades de petróleo estimadas, a partir de una fecha dada, para ser potencialmente recuperables de acumulaciones conocidas, pero los proyectos aún no se consideran lo suficientemente maduros para el desarrollo comercial debido a una o más contingencias. Los recursos contingentes pueden incluir, por ejemplo, proyectos para los cuales no hay mercados viables, o donde la recuperación comercial depende de tecnologías en desarrollo, o donde la evaluación de la acumulación es insuficiente para evaluar claramente la comercialidad.
Los recursos prospectivos son aquellas cantidades de petróleo estimadas, en una fecha determinada, para ser potencialmente recuperables de acumulaciones "no descubiertas" mediante la aplicación de futuros proyectos de desarrollo. Los recursos prospectivos tienen tanto una probabilidad asociada de descubrimiento como una posibilidad de desarrollo.
El United States Geological Survey usa los términos recursos  técnicamente  y  económicamente  recuperables cuando realiza sus evaluaciones de recursos petroleros. Los recursos técnicamente recuperables representan la proporción de petróleo evaluado en el lugar que puede ser recuperable utilizando la tecnología de recuperación actual, sin importar el costo. Los recursos económicamente recuperables son petróleo técnicamente recuperable para el cual los costos de descubrimiento, desarrollo, producción y transporte, incluido el retorno al capital, se pueden recuperar a un precio de mercado determinado.
Existen "recursos no convencionales" en las acumulaciones de petróleo que están presentes en una gran área. Los ejemplos incluyen petróleo extrapesado, arena petrolífera y depósitos de esquisto bituminoso. A diferencia de los "recursos convencionales", en los cuales el petróleo se extrae a través de pozos y típicamente requiere un procesamiento mínimo antes de la venta, los recursos no convencionales requieren tecnología de extracción especializada. Por ejemplo, se utilizan vapor y/o solventes para movilizar el betún para la recuperación in situ. Además, el petróleo extraído puede requerir un procesamiento significativo antes de la venta (por ejemplo, mejoradores de betún).  La cantidad total de recursos petroleros no convencionales en el mundo excede considerablemente la cantidad de reservas de petróleo convencionales, pero es mucho más difícil y costoso de desarrollar.

## Técnicas de estimación

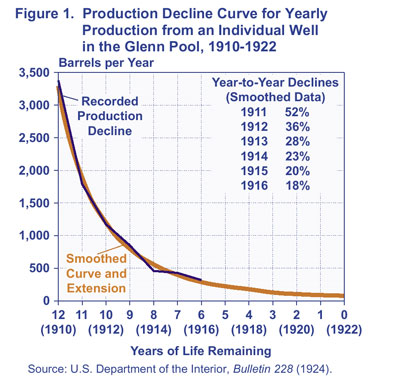
Ejemplo de una curva de disminución de la producción de un pozo individual.

La cantidad de petróleo en un reservorio subterráneo se denomina "petróleo in situ" (por sus siglas en inglés OIP: Oil in Place). Solo una fracción de este petróleo puede recuperarse de un reservorio. Esta fracción se denomina "factor de recuperación". La porción que se puede recuperar se considera una reserva. La parte que no es recuperable no se incluye a menos y hasta que se implementen métodos para producirla.

### Método volumétrico
Los métodos volumétricos intentan determinar la cantidad de petróleo en el sitio a partir de estimaciones del tamaño del reservorio y de las propiedades físicas de sus rocas y fluidos. Luego se define un factor de recuperación, a partir de suposiciones y el conocimiento que se tenga de campos petroleros de características similares. El OIP es multiplicado por el factor de recuperación para obtener finalmente el tamaño de la reserva. Los factores de recuperación actuales de los campos petroleros en distintas partes del mundo oscilan entre el 10 y el 60 %; algunos llegan a ser más del 80 %. Esa amplia variabilidad se debe en gran medida a la diversidad del fluido y de las características de diferentes formaciones geológicas. El método es más útil al comienzo de la vida del reservorio, antes de que se le haya explotado en forma significativa.

### Método de balance de materiales
El método de balance de materiales para un campo petrolero utiliza una ecuación que relaciona los volúmenes de petróleo, agua y gas que se han producido a partir de un yacimiento y el cambio en la presión del yacimiento para calcular la cantidad de petróleo restante. Se supone que, a medida que se extraen fluidos desde el reservorio, habrá un cambio en la presión del reservorio que depende del volumen restante de petróleo y gas. El método requiere un análisis exhaustivo de presión-volumen-temperatura y un historial de presión preciso del campo. Requiere cierta producción (típicamente del 5% al 10% de la recuperación final), a menos que se pueda usar un historial de presión confiable de un campo con características similares de roca y fluido.

### Método de la curva de disminución de producción

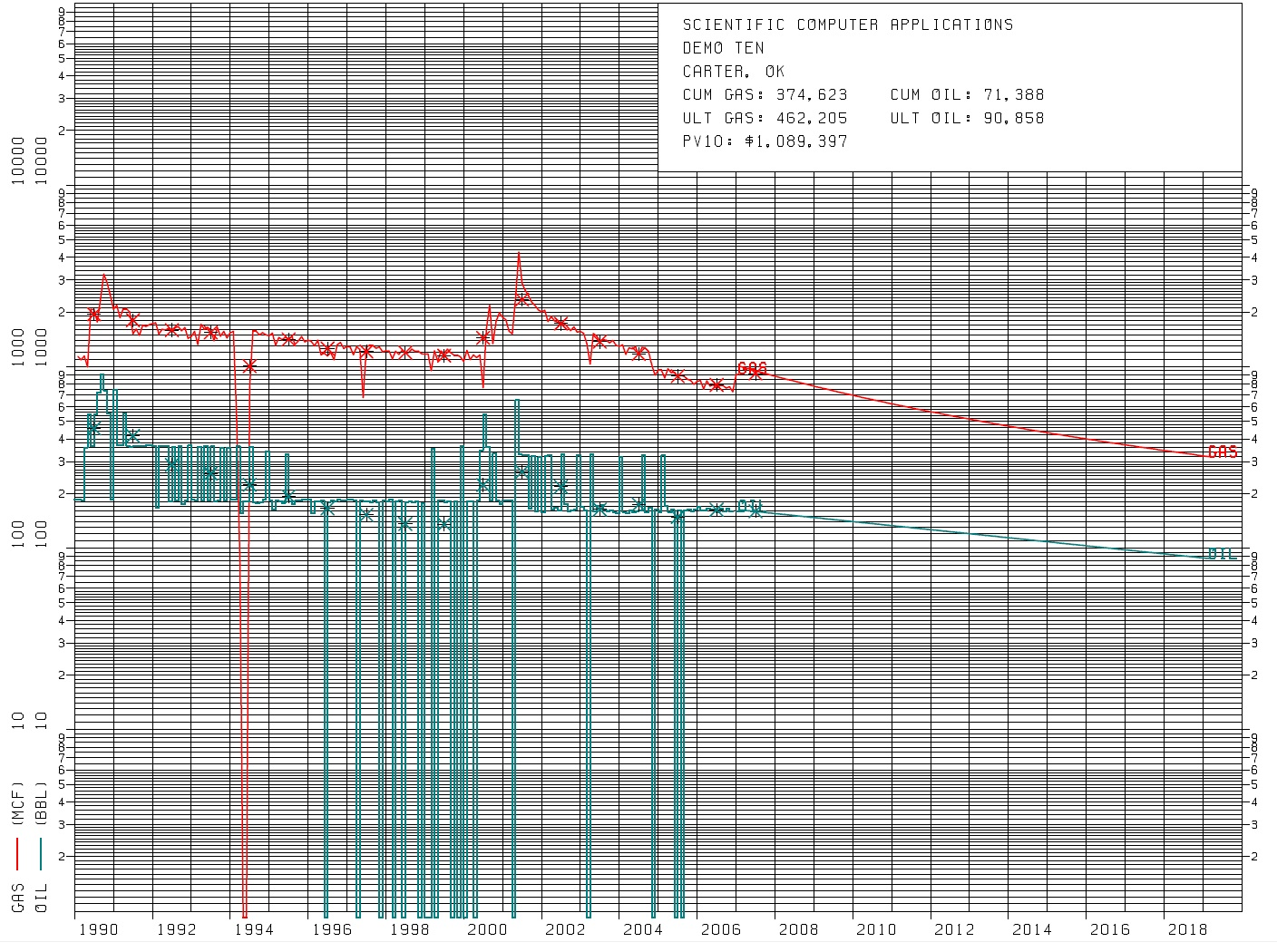
Curva de disminución de producción generada mediante software de análisis, utilizada en el estudio económico del petróleo para estimar el agotamiento de un reservorio de petróleo y gas. El eje Y es una escala logarítmica, donde se indica el ritmo de agotamiento de petróleo (línea verde), y de agotamiento de gas (línea roja). El eje X es una escala lineal, que indica el paso del tiempo en años.
La línea roja en la parte superior muestra la curva de disminución del gas, la cual es una curva hiperbólica descendente. El gas se mide en MCF (miles de pies cúbicos en este caso).
La línea azul inferior es la curva de disminución del petróleo, la cual es una curva exponencial decreciente. El petróleo se mide en BBL (Barriles de petróleo).
La información corresponde a ventas realizadas reales, no a la producción bombeada.
Los descensos a cero indican que ese mes no se produjeron ventas, probablemente porque la producción del pozo no alcanzó para completar un tanque, y por lo tanto no fue el camión tanque a recoger crudo.
La leyenda en la parte superior derecha indica el CUM, que es la cantidad total acumulada de gas o petróleo extraída. ULT es el valor final recuperado proyectado para el pozo al final de su vida útil. Pv10 es el valor presente neto descontado a una tasa del 10% anual, el cual es el valor futuro de lo que queda de petróleo extraíble hasta el final del lease remanente, calculado para este pozo de petróleo en $1.089 millones de USD.

El método de la curva de disminución de producción utiliza datos de producción para ajustar una curva de disminución y estimar la producción futura de petróleo. Las tres formas más comunes de las curvas de disminución son exponencial, hiperbólica, y armónica. Se supone que la producción disminuirá siguiendo una curva suave, y por ello se deben hacer ciertas reservas para paradas del pozo por mantenimiento y restricciones en la producción. La curva puede ser expresada mediante una ecuación matemática o mediante su dibujo en un gráfico para estimar la producción futura. Posee la ventaja de (implicitamente) incluir los efectos de todas las características del reservorio. Para su construcción es preciso disponer de suficientes registros históricos como para tener una tendencia estadísticamente relevante para ajustar la curva, idealmente cuando la producción no se encuentra limitada por condiciones regulatorias y otras condiciones exógenas.